# 649
| 649                |
| ------------------ |
| Dødsfald - Fødsler |
|                    |

| Gregoriansk kalender | 649 DCXLIX              |
| Ab urbe condita      | 1402                    |
| Armensk kalender     | 98 ԹՎ ՂԸ                |
| Kinesiske kalender   | 3345 – 3346 戊申 – 己酉 |
| Etiopisk kalender    | 641 – 642               |
| Jødisk kalender      | 4409 – 4410             |
| Hindukalendere       |                         |
| - Vikram Samvat      | 704 – 705               |
| - Shaka Samvat       | 571 – 572               |
| - Kali Yuga          | 3750 – 3751             |
| Iransk kalender      | 27 – 28                 |
| Islamisk kalender    | 28 – 29                 |

Se også 649 (tal)

## Dødsfald
- 14. maj - Pave Teodor 1.